# Abbeycwmhir
Abbeycwmhir, également orthographié Abbey Cwmhir (en anglais), ou Abaty Cwm Hir (en gallois), est un village et une communauté du Powys, au pays de Galles.

## Géographie
Abbeycwmhir est situé dans le centre du Powys, à une dizaine de kilomètres au nord-est de la ville de Rhayader. Il appartient au comté historique du Radnorshire. Son nom provient de l'abbaye de Cwmhir, un monastère cistercien fondé au XIIe siècle et fermé en 1536.
La communauté d'Abbeycwmhir comprend aussi les hameaux de Bwlch-y-sarnau (cy) et Lan-wen (cy).

## Démographie
Au recensement de 2011, la communauté d'Abbeycwmhir comptait 235 habitants.